# Gustave Caillebotte
Gustave Caillebotte (París, 19 d'agost de 1848 - Gennevilliers, 21 de febrer de 1894), va ser un pintor francès, col·leccionista, mecenes i organitzador d'exposicions. Va morir a l'edat de 45 anys. Està enterrat al cementiri del Père-Lachaise, a París.

## Biografia

### Primers anys
Gustave Caillebotte va néixer al si d'una família parisenca de classe alta. El seu pare, Martial Caillebotte (1799-1874), va ser l'hereu d'un negoci familiar de tèxtils militars i també va ser jutge del Tribunal de Comerç (Tribunal de Commerce) en el departament de Sena. El seu progenitor havia enviduat en dues ocasions abans que contragués matrimoni amb la seva mare Céleste Daufresne (1819-1878), amb qui va tenir dos fills més a part de Gustave, René (1871-1876) i Martial (1853-1910). Caillebotte va néixer a la residència familiar ubicada a la rue du Fauborg-Saint-Denis, a París, i hi va viure fins que la seva família es va mudar a una altra casa a la rue de Mirosmenil. A partir de 1860, la seva família va començar a freqüentar durant els estius la ciutat de Yerres, ubicada a dotze milles al sud de París, perquè el seu pare havia adquirit una àmplia propietat en l'esmentat lloc. Possiblement en aquesta època Caillebotte va començar a pintar i dibuixar.
El 1868 va obtenir un títol en Dret i dos anys després la llicència per exercir la jurisprudència. Es pot esmentar, que també va ser enginyer. Poc després que conclogués els seus estudis va ser reclutat a l'exèrcit i va servir en la Guerra francoprussiana i en la Garde Nationale Mobile de la Seine.

### Carrera artística

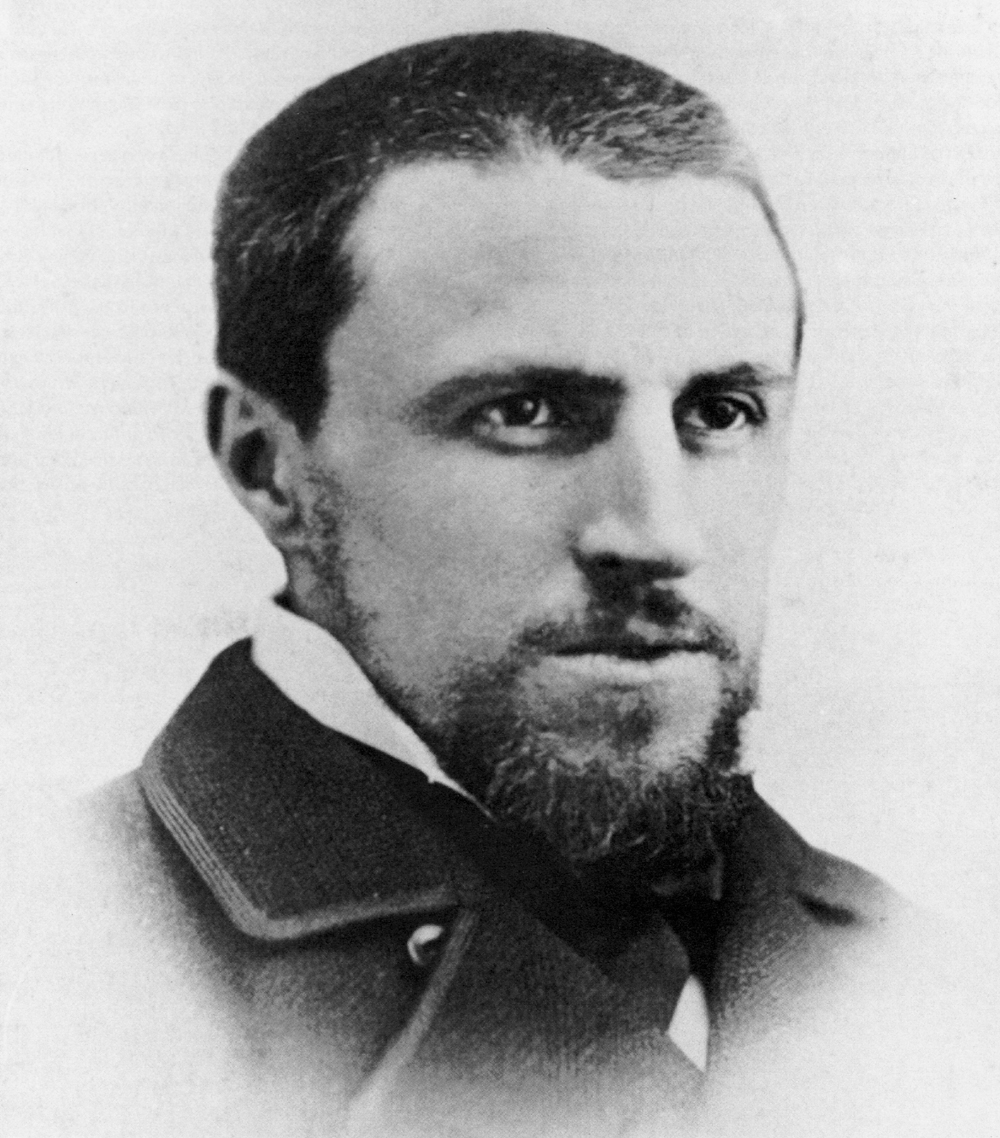
Gustave Caillebotte, aproximadament als trenta anys (c.1878). Col·lecció Privada

Després de la guerra, Caillebotte va ingressar al taller del pintor acadèmic Léon Bonnat, on va iniciar seriosament l'estudi de la pintura. Amb el transcurs del temps va aconseguir desenvolupar el seu propi estil i va establir el seu primer taller en la residència dels seus pares. El 1873, va aprovar l'examen d'admissions de l'École des Beaux-Arts, tanmateix no va romandre per gaire temps a l'acadèmia. L'any següent, va heretar la fortuna del seu pare, i després que morís la seva mare el 1878, els tres germans es van dividir l'herència familiar que incloïa la propietat a Yerres. La fortuna fou suficientment important per permetre-li consagrar-se a la seva passió per la pintura. Aproximadament el 1874, va conèixer i va entaular amistat amb diversos artistes que estaven allunyats de l'acadèmia d'art francesa, incloent a Edgar Degas i Giuseppe De Nittis, i va acudir a la primera exposició impressionista duta a terme aquell any, malgrat que no hi va participar.
Els impressionistes -també denominats els independents, intransigents i intencionalistas- havien trencat els seus llaços amb la pintura acadèmica que era exhibida als Salons anuals. Caillebotte va realitzar el seu debut artístic en la segona exposició impressionista el 1876, i va presentar vuit pintures, inclosa la seva destacada pintura Els rascadors de parquet (Les Raboteurs de parquet, 1875). El tema central de la pintura era la representació d'uns obrers preparant el pis de fusta, i fou considerat «vulgar» per la crítica, i probablement aquesta va ser la raó per la qual l'obra va ser rebutjada pels jutges del Saló de 1875. En aquella època, l'acadèmia d'art considerava acceptable la representació de camperols rústics o grangers com la temàtica admissible sobre tòpics referents a la classe obrera.
L'estil pictòric de Caillebotte pertany a l'escola del realisme pictòric; tanmateix, va ser profundament influït pels seus col·legues impressionistes. Igual com els seus precursors, Jean-François Millet i Gustave Courbet, i també el seu contemporani Degas, Caillebotte s'enfocava en pintar la realitat, tal qual com existia i la visualitzava, amb l'esperança de reduir la teatralitat inherent de la pintura. Potser per la seva relació propera amb molts dels pintors de la seva època, el seu estil i tècnica varien considerablement a la seva obra pictòrica, com si estigués manllevant i experimentant, però realment sense apegar a cap estil en particular. A vegades, sembla que tingués certa inclinació per l'estil de Degas, plasmant a les seves obres un realisme amb una àmplia riquesa de colors (especialment en els seus quadres amb escenes interiors) i altres vegades, comparteix el compromís impressionista de "realitat òptica" i empra una paleta caracteritzada per tonalitats pastissos i una pinzellada solta similar a la de Renoir i Pissarro.
Caillebotte va pintar moltes escenes domèstiques i familiars, també retrats i interiors. En gran part de les seves pintures hi ha retratats els membres de la seva família, com a: Jove a la seva finestra (Jeune Homme à sa fenêtre) (1875) en la qual està representada René a la casa de la rue Miromesnil; Els tarongers (Les orangers) (1878) apareix el seu germà Martial i el seu cosí Zoë al jardí de la propietat de Yerres; i Retrats en el camp (Portraits à la campagne) (1875) en el qual hi apareix retratada la seva mare al costat de la seva tia, una cosina, i una amiga de la família. També va plasmar escenes de persones sopant, jugant a cartes, tocant el piano, llegint, cosint, tots aquests elaborats d'una forma íntima i discreta que permeten entreveure els rituals silenciosos de la classe alta.

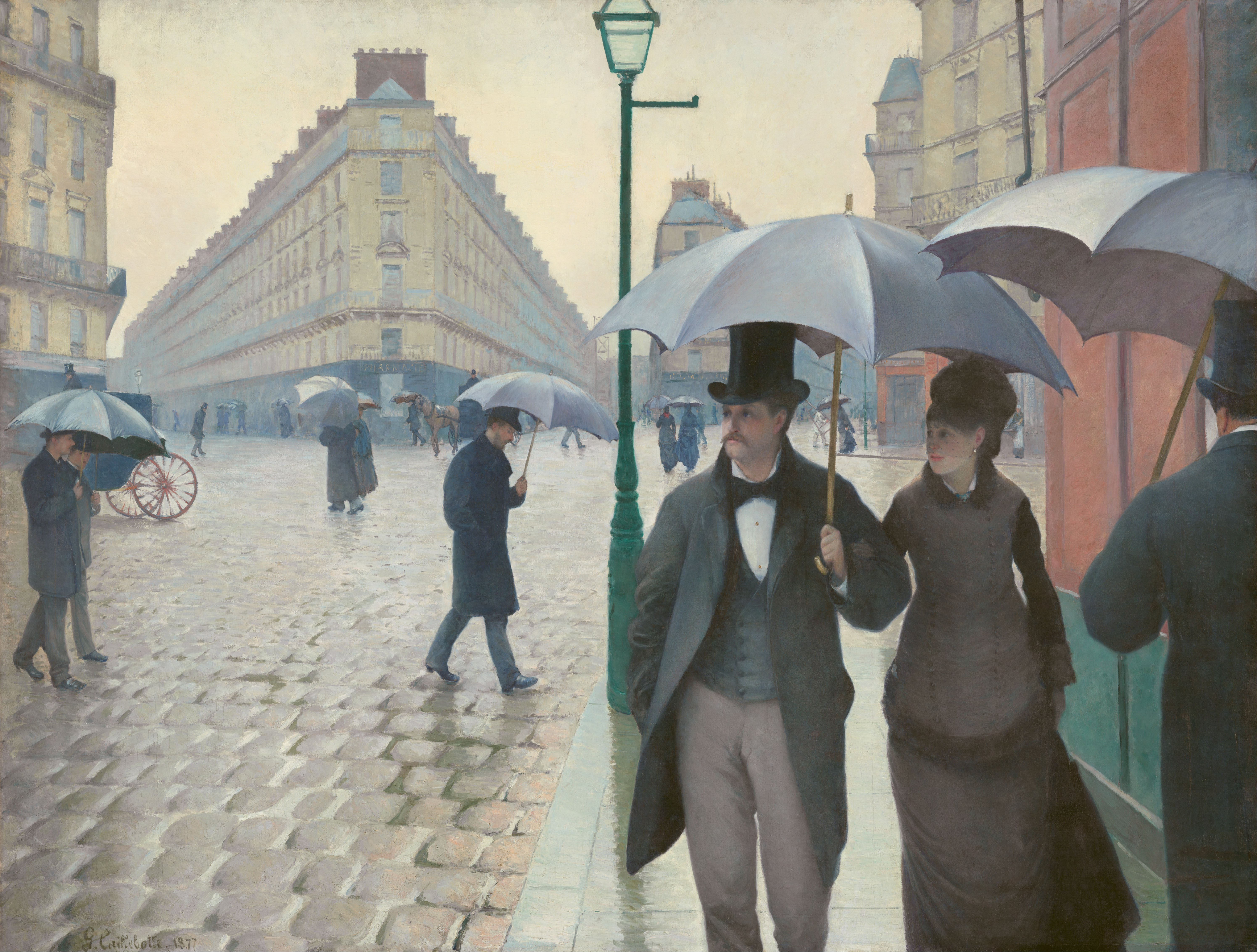
Gustave Caillebotte Carrer de París, dia plujós (1877), Institut d'Art de Chicago

Les seves pintures de camp a Yerres s'enfocaven als divertits passeigs amb vaixell, en la quietud dels rierols, en la pesca, la natació, i en escenes domèstiques a l'entorn de la residència familiar. Sovint, utilitzava una suau tècnica impressionista semblant a la de Renoir per expressar la naturalesa tranquil·la del camp, en contrast amb les pinzellades més sòbries i llises de les seves pintures urbanes. En el seu quadre titulat Remer amb barret (1877), maneja efectivament la perspectiva i d'una forma més realista que la pintura de Manet, Passeig en bot (1874).
Caillebotte és més reconegut per les seves pintures del París urbà, les quals inclouen: El pont d'Europa (Le pont de l'Europe) (1876), Carrer de París, dia plujós (Rue de Paris; temps de pluie, també coneguda com La plaça d'Europa, en temps plujós o en francès La Place de l'Europe, temps de pluie) (1877). Aquesta última pintura és única entre les seves obres a causa de l'ús de colors plans i un efecte foto realístic que doten al quadre d'una característica distintiva i un aspecte modern, gairebé similar a l'obra del pintor nord-americà d'estil realista Edward Hopper. Moltes de les seves pintures urbanes van ser en certa manera controvertides a causa de les seves perspectives exagerades i profundes. En Home al balcó, boulevard Haussmann (1880), convida l'espectador a compartir el balcó i a observar l'escenari de la ciutat que apareix en la distància, novament utilitzant una perspectiva inusual. Demostrant poca fidelitat a un estil pictòric en particular, moltes de les seves pintures urbanes executades en el mateix període com La plaça de sant Agustí (1877), són considerablement impressionistes.
També utilitza la seva fortuna per fer de mecenes dels seus amics pintors, entre els quals hi ha Renoir, Degas o Monet. Finança també l'organització d'exposicions impressionistes. Els anys següents, exposarà en el curs de les diferents exposicions impressionistes.
Compra també quadres a Paul Cézanne, a Edgar Degas, a édouard Manet i a Camille Pissarro. Però quedarà sempre una mica a part, privilegiant la fibra naturalista davant l'emoció.

## Obres

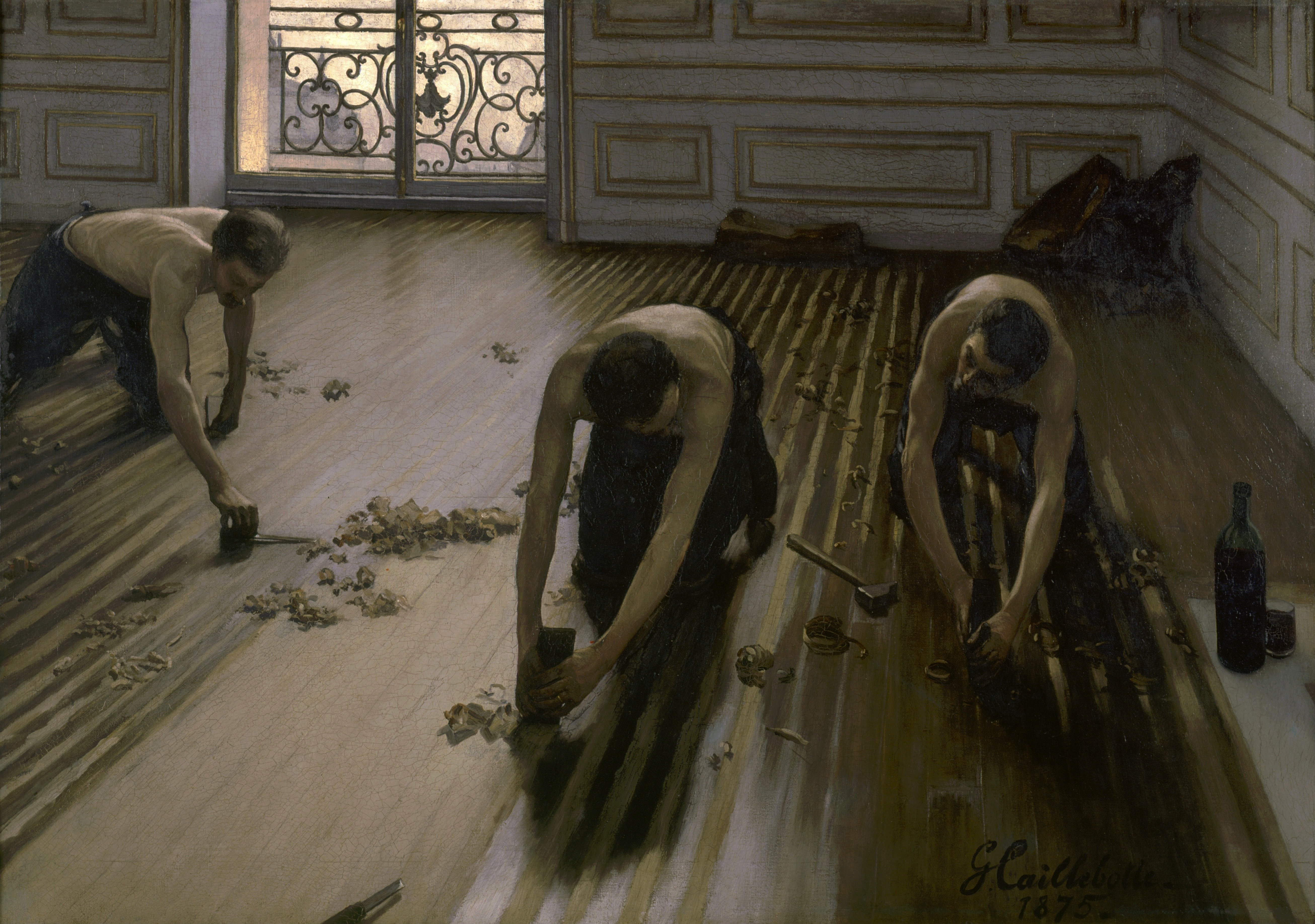
Els rascadors de parquet (Les raboteurs de parquet) (1875) Museo d'Orsay - París
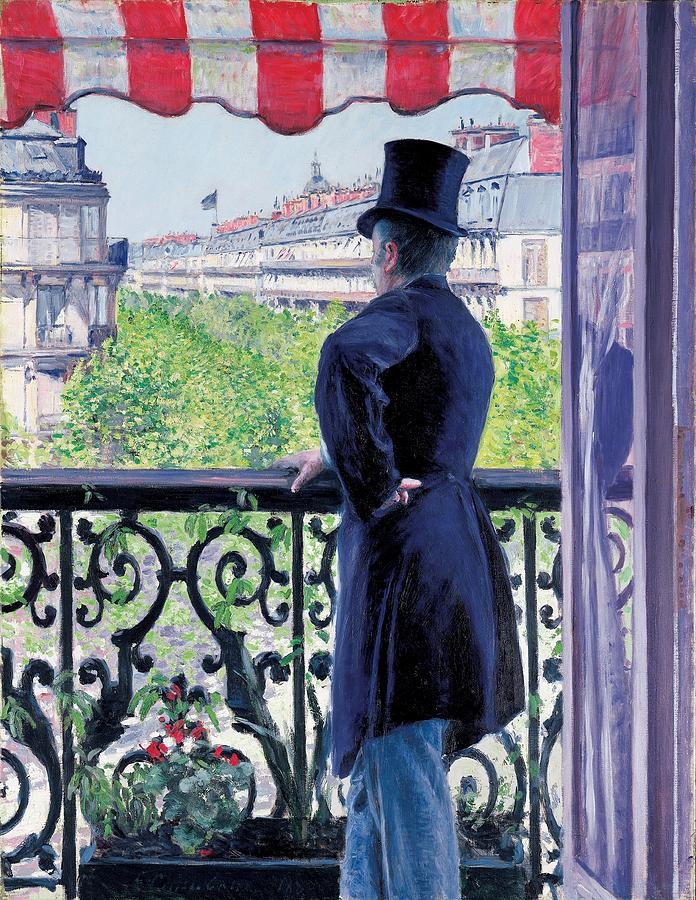
L'homme au balcon, boulevard Haussmann (1880)
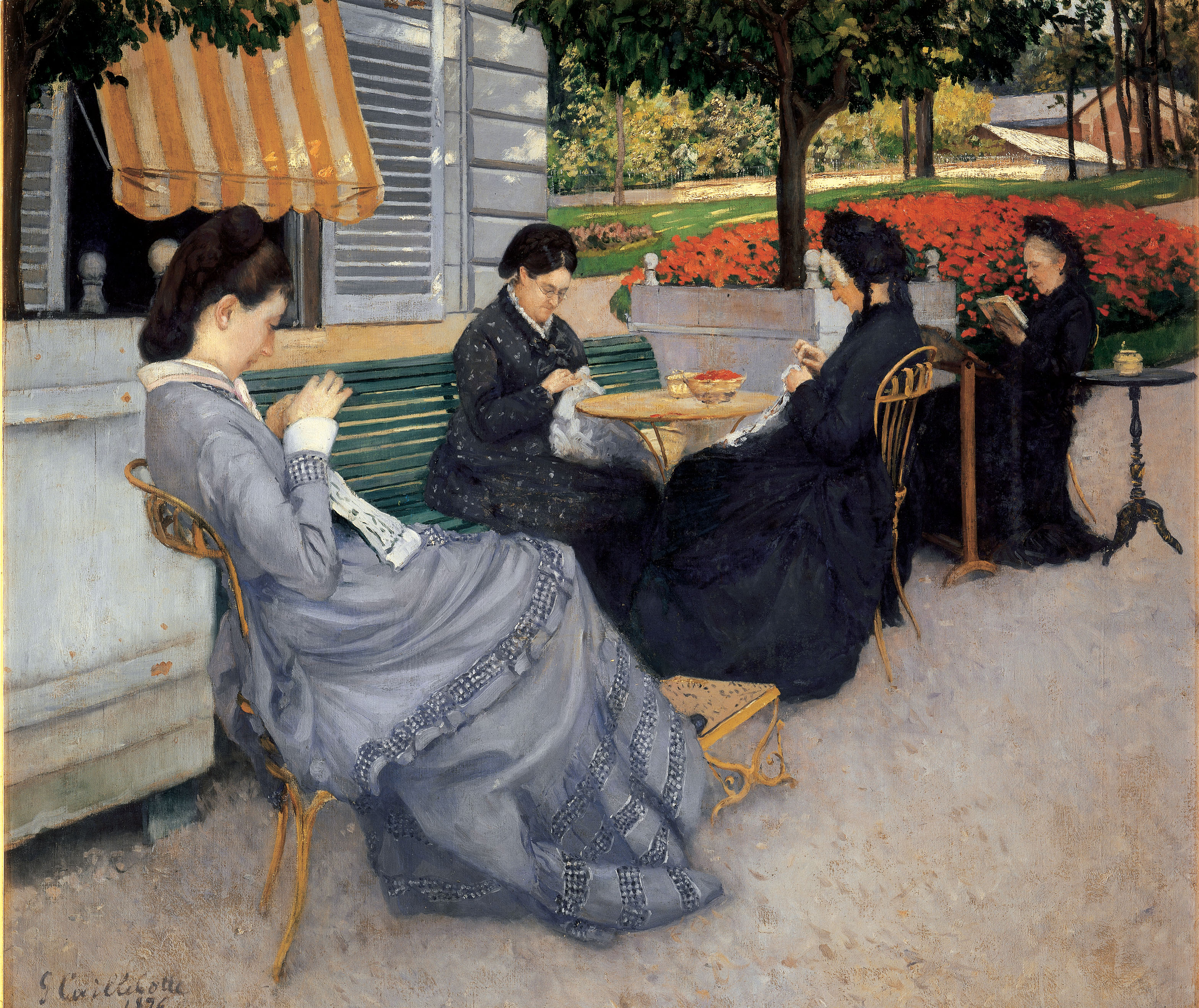
Portraits à la campagne (1876)

- Femme à sa toilette (1873), col·lecció privada
- Les Jardiniers (1875-1877)
- Els rascadors de parquet (1875), Museu d'Orsay, París
- Le pont de l'Europe (1876), Musée du Petit Palais a Gènova
- La Place de l'Europe, temps de pluie (1877), Art Institute a Chicago
- Les Perissoires (1877), National Gallery of Art a Washington
- Canotiers (1877), Col·lecció privada, França
- La Partie de bateau (1877), Col·lecció privada, París
- La Gare Saint Lazare (1877), M. Orsay
- Vue de toits, effet de neige (1878), M. Orsay
- Les Orangers (1878), Museum of Fine Arts a Houston
- Canotiers ramant sur l'Yerres (1879)
- La Partie de besigue (1880), col·lecció privada
- L'Homme au balcon, boulevard Haussmann (1880), venuda per 14.306.000 $ per Christie's el maig de 2000
- Dans un cafè (1890), Museu de Belles Arts de Rouen
- Gustave Caillebotte, autoportrait (1892)
- Arbre en fleurs, petit Gennevilliers, venuda per 1.046.583 € el juny de 2004